# Клетки Сертоли

Клетки Сертоли (7), соединенные пояском замыкания (zonula occludens) (8)

Кле́тки Серто́ли (также сустентоциты, поддерживающие клетки) — соматические клетки, расположенные в извитых канальцах яичек — семенников млекопитающих. Разновидность интерстициальных клеток. Являются частью гемато-тестикулярного барьера вокруг развивающихся мужских гамет.
Развиваются в большинстве из целомического эпителия мозговых тяжей, имеют светлую цитоплазму.
Меньшая часть является производной эпителия канальцев первичной почки и имеет темную цитоплазму. Конечную структуру приобретают под действием тестостерона ближе к периоду полового созревания.
Клетки Сертоли продуцируют гормон ингибин, ингибирующий пролиферацию сперматогоний и усиливающий синтез тестостерона и созревание сперматозоидов из сперматогоний.
Клетки Сертоли обладают уникальными свойствами защиты развивающихся зародышевых клеток от иммунологической атаки. Эта способность к иммунной привилегии изучается исследователями с целью защиты трансплантатов от иммунной системы организма.